# Renvoi relatif à la réforme du Sénat
Le Renvoi relatif à la réforme du Sénat est un avis constitutionnel de Cour suprême du Canada en réponse à une question de renvoi qui lui avait été soumise concernant la validité constitutionnelle des propositions visant à modifier le Sénat du Canada, telles que la limitation des mandats, la tenue d'élections consultatives, voire son abolition pure et simple. La décision a été rendue en avril 2014, à la suite d'arguments présentés en novembre 2013.
Le tribunal a jugé que la limitation des mandats et les élections consultatives ne pouvaient pas être effectuées par le gouvernement fédéral seul par l'intermédiaire du Parlement. Cela requiert le consentement de sept provinces représentant plus de 50 % de la population, conformément au seuil prévu à la formule d'amendement constitutionnel,. Le tribunal a également statué que l'abolition du Sénat exigerait le seuil d'amendement le plus élevé : l'approbation du Parlement plus le consentement des dix provinces.